# Жиль, Жан-Франсуа
Жан-Франсуа Жиль (фр. Jean-François Gilles, 4 мая 1946, Иксель, Бельгия) — бельгийский хоккеист (хоккей на траве), нападающий.

## Биография
Жан-Франсуа Жиль родился 4 мая 1946 года в бельгийском городе Иксель.
Играл в хоккей на траве за «Рояль Леопольд» из Брюсселя.
В 1968 году вошёл в состав сборной Бельгии по хоккею на траве на Олимпийских играх в Мехико, занявшей 9-е место. Играл на позиции нападающего, провёл 7 матчей, забил 4 мяча (по одному в ворота сборных Мексики, Новой Зеландии, Японии и Франции).
В 1972 году вошёл в состав сборной Бельгии по хоккею на траве на Олимпийских играх в Мюнхене, занявшей 10-е место. Играл на позиции нападающего, провёл 8 матчей, забил 2 мяча (по одному в ворота сборных Франции и Уганды).
В 1976 году вошёл в состав сборной Бельгии по хоккею на траве на Олимпийских играх в Монреале, занявшей 9-е место. Играл на позиции нападающего, провёл 6 матчей, забил 1 мяч в ворота сборной Испании.